# Секанс
Секанс је тригонометријска функција изведена из функције косинуса.
Дефиниција гласи:
{\displaystyle \operatorname {sec} \;x={\frac {1}{\cos x}}}
Веза са косекансом
{\displaystyle \operatorname {sec} \;x=\operatorname {cosec} \,(\pi /2-x)}
док је Питагорин идентитет, идентитет заснован на Питагориној теореми, који повезује тригонометријске функције
{\displaystyle 1+\tan ^{2}(\alpha )=\operatorname {sec} ^{2}(\alpha )}
Као и остале тригонометријске функције и секанс представља однос између двеју страница правоуглог троугла. Секанс је однос хипотенузе и налегле катете. (Сл.1.)
| {\displaystyle \operatorname {sec} \;\phi ={\frac {r}{x}}} |

На тригонометријском кругу је вредност секанса једнака величини следеће дужи
| {\displaystyle \sec \phi ={\overline {OE}}} |

| степени                      | 0°                  | 30°                                       | 45°                         | 60°                    | 90°                           |
| ---------------------------- | ------------------- | ----------------------------------------- | --------------------------- | ---------------------- | ----------------------------- |
| радијана                     | 0                   | {\displaystyle \pi /6}                    | {\displaystyle \pi /4}      | {\displaystyle \pi /3} | {\displaystyle \pi /2}        |
| {\displaystyle \sec \phi \,} | {\displaystyle 1\;} | {\displaystyle {\frac {2}{3}}{\sqrt {3}}} | {\displaystyle {\sqrt {2}}} | {\displaystyle 2\;}    | {\displaystyle \pm \infty \;} |

## Репрезентација функције
Представљање функције у виду Тејлоровог реда у околини тачке {\displaystyle x=0}
{\displaystyle \sec x=1+{\frac {x^{2}}{2}}+{\frac {5x^{4}}{24}}+{\frac {61x^{6}}{720}}+\cdots \qquad {\textrm {za}}\ |x|<{\frac {\pi }{2}}}
односно уопштено
{\displaystyle \sec x=\sum _{n=0}^{\infty }{\frac {(-1)^{n}E_{2n}}{(2n)!}}x^{2n}\quad {\mbox{ za }}|x|<{\frac {\pi }{2}}\!}
где су {\displaystyle E_{k}\!} у формули Ојлерови бројеви.
Могуће је такође представити и у виду 
{\displaystyle \sec(x)=\pi \,\sum _{k=0}^{\infty }{\frac {(-1)^{k}(8k+4)}{(2k+1)^{2}\pi ^{2}-4x^{2}}}\quad {\mbox{ za }}|x|<{\frac {\pi }{2}}\!}

## Особине функције
Детаљном анализом се могу утврдити карактеристичне особине функције.
- Област дефинисаности функције:

функција је дефинисана у скупу реалних бројева {\displaystyle \mathbb {R} }, сем у пребројиво много тачака где има прекиде
{\displaystyle -\infty <x<+\infty \quad ;\quad x\neq \left(n+{\frac {1}{2}}\right)\cdot \pi \,;\,n\in \mathbb {Z} }
- Област вредности функције:

функција узима вредности у опсегу реалних бројева, сем у области -1 до 1
{\displaystyle -\infty <\operatorname {sec} (x)\leq -1\quad \cup \quad 1\leq \operatorname {sec} (x)<+\infty }
- Парност

функција је парна
{\displaystyle \operatorname {sec} (-x)=\operatorname {sec} (x)}
- Периодичност

функција је периодична са основном периодом 2π
{\displaystyle \operatorname {sec} (x+2\pi )=\operatorname {sec} (x)}
- Асимптоте

функција има вертикалне асимптоте у тачкама
{\displaystyle x=\left(n+{\frac {1}{2}}\right)\cdot \pi \,;\,n\in \mathbb {Z} }
функција нема хоризонталне и косе асимптоте
- Нуле функције

функција нема нуле
- Монотоност функције
- Екстремуми

нема глобални екстремум
локални минимум
{\displaystyle \operatorname {sec} (2n\cdot \pi )=1\,;\,n\in \mathbb {Z} }
локални максимум
{\displaystyle \operatorname {sec} ((2n+1)\cdot \pi )=-1\,;\,n\in \mathbb {Z} }
- Конвексност и конкавност функције

функција је конвексна у интервалу
{\displaystyle -\pi /2+2n\pi <x<\pi /2+2n\pi \,;\,n\in \mathbb {Z} }
функција је конкавна у интервалу
{\displaystyle \pi /2+2n\pi <x<3\pi /2+2n\pi \,;\,n\in \mathbb {Z} }
- Превојне тачке

функција нема превојне тачке

#### Извод функције
Први извод функције је
{\displaystyle {\frac {\mathrm {d} }{\mathrm {d} x}}\operatorname {sec} (x)=\operatorname {sec} (x)\cdot \tan(x)={\frac {\operatorname {sec} ^{2}(x)}{\operatorname {cosec} (x)}}}

#### Интеграл
Неодређени интеграл функције 
{\displaystyle \int \sec(x)\,\mathrm {d} x=\ln \left|{\frac {1+\sin(x)}{\cos(x)}}\right|=\ln {\Big |}\sec(x)+\tan(x){\Big |}}

## Историја
Први пут се скраћеница sec појављује 1626. године у књизи Албера Жерара о тригонометрији.